# Кнёрсайм
Кнёрсайм (фр. Knoersheim) — коммуна на северо-востоке Франции в регионе Гранд-Эст (бывший Эльзас — Шампань — Арденны — Лотарингия), департамент Нижний Рейн, округ Мольсем, кантон Саверн. До марта 2015 года коммуна административно входила в состав упразднённого кантона Мармутье (округ Саверн).
Площадь коммуны — 2,36 км², население — 193 человека (2006) с тенденцией к росту: 214 человек (2013), плотность населения — 90,7 чел/км².

## Население
Население коммуны в 2011 году составляло 216 человек, в 2012 году — 213 человек, а в 2013-м — 214 человек.
| 1962 | 1968 | 1975 | 1982 | 1990 | 1999 | 2006 | 2008 | 2011 | 2012 | 2013 |
| ---- | ---- | ---- | ---- | ---- | ---- | ---- | ---- | ---- | ---- | ---- |
| 151  | 150  | 144  | 136  | 174  | 173  | 193  | 199  | 216  | 213  | 214  |

Динамика населения:

## Экономика
В 2010 году из 132 человек трудоспособного возраста (от 15 до 64 лет) 105 были экономически активными, 27 — неактивными (показатель активности 79,5 %, в 1999 году — 77,4 %). Из 105 активных трудоспособных жителей работали 103 человека (54 мужчины и 49 женщин), 2 женщины числились безработными. Среди 27 трудоспособных неактивных граждан 11 были учениками либо студентами, 9 — пенсионерами, а ещё 7 — были неактивны в силу других причин.

## Достопримечательности (фотогалерея)
- Церковь Сен-Мишель